# Bulgarije op het Eurovisiesongfestival 2022
Bulgarije nam deel aan het Eurovisiesongfestival 2022 in Turijn, Italië. Het was de 14de deelname van het land aan het Eurovisiesongfestival. De BNT was verantwoordelijk voor de Bulgaarse bijdrage van 2022.

## Selectieprocedure
Net als de voorgaande jaren opteerde de Bulgaarse openbare omroep ook ditmaal om een interne selectie te voeren om de Bulgaarse act voor het Eurovisiesongfestival te selecteren. Op 25 november 2021 maakte BNT bekend dat de keuze was gevallen op Intelligent Music Project. De Bulgaarse bijdrage kreeg als titel Intention en werd op 5 december 2021 gepresenteerd aan het grote publiek. Het was het eerste nummer van het Eurovisiesongfestival 2022 dat werd vrijgegeven.

## In Turijn
Bulgarije trad aan in de eerste halve finale, op dinsdag 10 mei 2022. Intelligent Music Project was als zevende van zeventien acts aan de beurt, net na Kalush Orchestra uit Oekraïne en gevolgd door S10 uit Nederland. Bulgarije eindigde uiteindelijk met 29 punten op de zestiende en voorlaatste plaats, en wist zich niet te plaatsen voor de finale.
2005 · 2006 · 2007 · 2008 · 2009 · 2010 · 2011 · 2012 · 2013 · 2014-2015 · 2016 · 2017 · 2018 · 2019-2020 · 2021 · 2022 · 2023-2025
Albanië · Armenië · Australië · Azerbeidzjan · België · Bulgarije · Cyprus · Denemarken · Duitsland · Estland · Finland · Frankrijk · Georgië · Griekenland · Ierland · IJsland · Israël · Italië · Kroatië · Letland · Litouwen · Malta · Moldavië · Montenegro · Nederland · Noord-Macedonië · Noorwegen · Oekraïne · Oostenrijk · Polen · Portugal · Roemenië · San Marino · Servië · Slovenië · Spanje · Tsjechië · Verenigd Koninkrijk · Zweden · Zwitserland